# Leoncio Pérez Ramos
Leoncio Pérez Ramos C.M.F. (Muro de Aguas, 12 de septiembre de 1875 - Barbastro, 2 de agosto de 1936) fue un sacerdote español, martirizado en Barbastro durante la Guerra Civil Española y venerado como beato por la Iglesia Católica.

## Biografía
Nació en Muro de Aguas, en la provincia de Logroño, el 12 de septiembre de 1875, en el seno de una familia campesina. En 1889 ingresa como postulante en el seminario claretiano de Alagón. Continuó sus estudios en Cervera y Santo Domingo de la Calzada. Recibió la ordenación sacerdotal en Miranda de Ebro en 1901. En 1907, debido a su mala salud, se desempeñó como superior del asilo de Montserrat, donde residió hasta 1913, cuando se convirtió en tesorero en varios hogares claretianos.
El padre Leoncio era ecónomo del seminario de Barbastro cuando estalló la guerra civil. Fue detenido el 20 de julio de 1936 y fusilado la mañana del 2 de agosto en el cementerio de Barbastro. Junto con el padre Felipe de Jesús Munárriz Azcona y el padre Juan Díaz Nosti formó parte del primer grupo de claretianos que sufrieron el martirio. Esa noche, junto con ellos, fueron fusiladas otras 17 personas, entre sacerdotes diocesanos y laicos católicos. Sus cuerpos fueron arrojados a una fosa común.

## Veneración
Después de la guerra, los restos de los mártires fueron exhumados y hoy pueden ser venerados en la cripta de la casa museo de Barbastro.
La beatificación tuvo lugar en Roma, por Juan Pablo II, el 25 de octubre de 1992. La Iglesia Católica la recuerda el 2 de agosto.
En 2013 se estrenó una película sobre la historia titulada Un Dios prohibido dirigida por Pablo Moreno.